# PSSD
A PSSD, Post-SSRI Szindróma (Post-SSRI Syndrome – nevezik még: Post-SSRI Sexual Dysfunction – vagyis SSRI-szedést követő szindróma) az SSRI (szelektív szerotonin reuptake inhibitor), SNRI (szelektív norepihephrine reuptake inhibitor) illetve triciklikus antidepresszáns által okozott komplex agyi, neurológiai és szexuális tünetekkel járó szindróma, ami tartósan fennmarad a kezelés megszakítását követően. Legfőbb tünetei az antidepresszáns kitettség által kiváltott, és a kezelés után is fennmaradó szexuális, érzelmi, és kognitív diszfunkció, amely tartósan fennmaradhat hónapokig, évekig vagy meghatározatlan ideig az antidepresszáns kezelés befejezését követően is. A jelenlegi szakirodalmi meghatározás alapján akkor beszélhetünk PSSD-ről, amennyiben a tünetek az antidepresszáns kitettséget követően még 6 hónapon túl is fennállnak.
A Post-SSRI szindróma Európában már az EMA (European Medicines Agency, vagyis Európai Gyógyszerügynökség) által 2019 óta elismert antidepresszánsok okozta állapot. Jelenleg további epidemiológiai kutatásokra van szükség a szindróma mechanizmusának megértése és annak visszafordítása érdekében.
Ez az iatrogén – orvosi kezelés által okozott – szindróma jelenleg kevéssé tanulmányozott, előfordulásának gyakorisága nem pontosan ismert, ugyanakkor sok esetben az antidepresszáns kitettség előtti életminőség drasztikus romlásával jár.
A Post-SSRI szindróma legfőbb tünetei genitális anesthesia (szexuális jellegű érzékelés elvesztése a nemi területeken és a test egyéb erogén zónáin pl. mellek), érzelmi anesthesia (emberi érzelmek, érzések átélési képességének elvesztése, érzelmi reakciók megszűnése), anhedónia (öröm, eufória érzésére való általános képtelenség, motivációk, érdeklődés elvesztése), súlyos kognitív diszfunkció (memória zavarok, agyi ködösség, tervezési és végrehajtó funkciók zavarai, vizualizációs képesség és kreativitás elvesztése, tanulási zavarok), nemi izgalom és libidó elvesztése, erektilis diszfunkció és impotencia (nőknél lubrikáció hiánya), ejakulációs anhedónia (orgazmus testi reakciói örömérzet átélése nélkül) és/vagy anorgazmia, férfiak esetében reggeli és éjszakai merevedés megszűnése stb. A szindróma emellett a mindennapi életben további jelentős funkciózavart okozó fizikai tünetekkel is járhat pl. krónikus fáradtság, agyi nyomásérzés, izomgyengeség, genitális és idegfájdalmak, nemi területek fizikai elváltozásai, alvási problémák stb.
A PSSD, bár nevét – a korai megfigyelések alapján – az SSRI típusú antidepresszánsokról kapta, ugyanakkor ismert, hogy az SNRI és triciklikus antidepresszánsok is kiválthatják a krónikus tünetegyüttest. A PSSD tüneteivel igen nagy hasonlóságot és lefolyást mutató további iatrogén szindrómák a prosztata problémákra és férfias kopaszodásra alkalmazott finaszterid (finasteride) hatóanyag által okozott PFS (Post-Finasteride Syndrome) illetve az akné kezelésére alkalmazott izotretinoin (isotretinoine) hatóanyag által kiváltott PAS (Post-Accutane Syndrome) vagy más néven PRSD (Post-Retinoid Sexual Dysfunction).
A PSSD nemtől, kortól, etnikai hovatartozástól függetlenül már 1 hétnél rövidebb, pár napos antidepresszáns kitettség esetén is felléphet és ismeretlen ideig fennmarad a szer abbahagyását követően. Esetenként a probléma hosszútávú használat során alakul ki, a dózisok emelésekor, csökkentésekor vagy az elvonási időszak alatt illetve más szerre való váltáskor. Az antidepresszáns kitettséget követően fennmaradó szexuális diszfunkciókat állatkísérletek esetében is megfigyelték. A PSSD-ről 2006 óta már sok különböző pszichiátriai és/vagy neurológiai szakirodalmi cikk, esetleírás, tanulmány jelent meg, illetve az SSRI-k által okozott fennmaradó szexuális diszfunkciót a korai károsultak már az 1990-es években bejelentették a gyógyszercégek és gyógyszerügynökségek felé (1991-ben). Egy holland kutatócsoport 2021 novemberében összesen 237 db szakirodalmi referenciát gyűjtött össze a PSSD-vel kapcsolatban 1992 és 2021 között. A DSM-5 pszichiátriai diagnosztikai kézikönyv 2013-ban kiadott verziója már tartalmazta, hogy az SSRI kezelések által okozott szexuális diszfunkció esetenként folytatódik a kezelések befejezte után is. Mindezeket a tanulmányokat, esetleírásokat, bejelentéseket és a probléma leírását a pszichiátria legfőbb szakkönyvében nem követte semmilyen páciensek felé nyújtott tájékoztatás, ami súlyos etikai és emberi jogi kérdéseket vet fel. Mindezen okokból kifolyólag 2018 április 23-tól szakértői és lakossági petíció kezdődött a kockázatok feltüntetése érdekében. A páciensek teljeskörű tájékoztatása szükséges az antidepresszánsokkal történő kezelések előtt a lehetséges súlyos hosszantartó kockázatokkal kapcsolatban.
A lakossági-szakértői petíció és a károsultak bejelentéseinek nyomására végül az EMA 2018-ban felülvizsgálatot kezdeményezett, amelynek 2019 máj. 16-i eredménye alapján a PRAC (Pharmacovigilance Risk Assessment Committee, azaz Farmakovigilanciai Kockázat Értékelő Bizottság) elismerte, hogy az SSRI/SNRI típusú készítmények által okozott szexuális diszfunkció fennmaradhat tartósan az említett készítmények megvonása után is. Jelenleg nem ismert, hogy ezek a mellékhatások meddig maradnak fenn a készítmények abbahagyása után. Míg esetenként a PSSD tünetei hónapok alatt javulnak vagy megszűnnek, addig más páciensek esetében évekig, évtizedekig is fennmaradhatnak. Az EMA határozata alapján a döntést követő 2 hónapon belül kötelező feltünteni minden forgalmazónak minden egyes SSRI és SNRI típusú antidepresszáns esetében, hogy az ezen szerek által okozott szexuális diszfunkció esetenként tartósan fennmaradhat a szerek megvonása után is. A triciklikus és egyéb antidepresszánsokra egyelőre nem vonatkozik a határozat és az EMA által előírt tájékoztatás nem tér ki jelenleg sem a Post-SSRI szindróma egyéb kognitív, érzelmi és fizikai jellegű tüneteire. A határozat a Magyarországon forgalmazott SSRI/SNRI típusú készítményekre is vonatkozik.
Mivel előfordulnak spontán PSSD gyógyulásos esetek akár évekkel az antidepresszáns kezelés befejezését követően ill. más esetekben a szindróma rövidebb ideig tartó átmeneti remissziója figyelhető meg, ezért feltételezhető, hogy a szindróma kezelhető lenne a megfelelő intervencióval. Ehhez további kutatásokra van szükség a PSSD mechanizmusának megértését illetően és bizonyítottan hatásos kezelési mód kialakítása érdekében.

## A PSSD tünetei
Az antidepresszáns kezelés első hetében már jelentkezhetnek a szexuális és érzelmi diszfunkciók, mint mellékhatások, de más esetekben ezek csak a kezelés befejezését követően kezdődnek meg, vagy dózis emelése vagy csökkentésekor, ill. másik antidepresszánsra való váltáskor. A Post-SSRI szindróma mind rövid távú (pár napos) mind hosszú távú antidepresszáns kitettség során bekövetkezhet, a szindróma súlyossága és tartóssága nem függ a tapasztalatok és tanulmányok alapján a kitettség hosszától és az alkalmazott dózistól sem.
A szindróma tünetei – a korai elnevezéssel ellentétben – nem korlátozódnak a szexuális funkciók és érzékelés elvesztésére. A PSSD legfőbb tünetei, amelyek fennmaradnak a szindróma fellépése esetében a szer elhagyása után is:
- libidó elvesztése
- genitális anesthesia (nemi szervek és erogén zónák elérzéstelenedése pl. mellek, ezt az agy és nemi területek közötti kapcsolat „megszakadásaként” írják le)
- érzelmi tompultság, anesthesia (érzelmek, szeretet, szerelem, kötődés érzésének képtelensége, sírás nehézsége, érzelmi reakciók teljes elmaradása),
- anhedónia (örömök átélésének általános képtelensége, az agyi öröm központok diszfunkciója), apátia, motivációhiány, közömbösség, közöny,
- szexuális stimulusra adott fiziológiai reakciók és érzékelés teljes elmaradása (ld. alább),
- férfiaknál merevedési zavar (impotencia), nőknél lubrikáció hiánya,
- férfiaknál reggeli és éjszakai merevedés megszűnése,
- férfiaknál korai magömlés,
- férfiaknál csökkent ondó mennyiség,
- anorgazmia vagy ejakulációs anhedonia (orgazmus fiziológiai reakciói örömérzet érzése nélkül),
- erotikus jellegű álmok megszűnése,
- vizuális vagy mechanikus szexuális ingerekre való reakció képtelensége,
- tapintás és hőmérséklet érzékelési képesség csökkenése a nemi területeken,
- genitális fájdalmak (égő, bizsergő stb. érzések, idegfájdalmak),
- kognitív diszfunkciók (végrehajtó funkciók elvesztése, memória zavarok, figyelem zavarok, demencia jellegű tünetek, "agyi ködösség", vizualizációs képességek elvesztése, kreativitás elvesztése, tanulási zavarok stb.)
- egyéb fizikai tünetek: krónikus fáradtság, agyi nyomásérzések, izomgyengeség, genitális és idegfájdalmak, nemi területek fizikai elváltozásai, alvászavarok stb.
- egyes esetekben PGAD (Persistent Genital Arousal Disorder vagyis Állandósult Genitális Izgalom) is követheti az SSRI kezelést,[44][45]

A genitális anesthesia illetve az ejakulációs (vagy női orgazmus során tapasztalt) anhedónia a PSSD megkülönböztető tünetei, mivel ezek jelenleg egyetlen ismert pszichiátriai betegséghez sem köthetőek.
Az SSRI használattal összefüggő genitális anesthesiát ugyanakkor már a 90’es években leírja a pszichiátriai szakirodalom. Amennyiben az antidepresszáns kitettséget követően 6 hónapon túl is fennállnak a fenti, antidepresszánsok által okozott tünetek, az már egyes szakirodalmi adatok alapján Post-SSRI szindrómának tekinthető. Ismert, hogy a szexuális diszfunkciók mellett az antidepresszáns kezelések olyan egyéb, nem szexuális jellegű krónikus diszfunkciókat is okoznak, mint pl. a gyógyszer okozta krónikus kognitív diszfunkció. A páciensek számára jól megkülönböztethető, hogy mely tünet adódik a gyógyszer hatásából, és mi az esetleges eredeti problémájuk tünete.

## Előfordulási gyakoriság

### Szexuális mellékhatások előfordulási gyakorisága és antidepresszáns okozta érzelmi tompultság
Köztudott, hogy az SSRI-k és egyéb antidepresszánsok számos esetben okoznak szexuális diszfunkciót, ugyanakkor a kezdeti, kizárólag a páciensek spontán jelentésein alapuló becslések igen pontatlannak bizonyultak ennek gyakoriságát illetően összehasonlítva a páciensek szisztematikus megkérdezésén alapuló felmérésekkel. Míg a spontán becslések alapján pusztán 14%-ra becsülték az antidepresszáns kezelés során előforduló szexuális diszfunkció valószínűségét, addig egy megkérdezésen alapuló 1997-es kutatás már 58%-os előfordulási arányt jelzett.
Egy nagyobb volumenű, 1022 páciens bevonásával történt vizsgálat szintén 59%-os valószínűséget állapított meg az összes vizsgálatba bevont antidepresszánsra vonatkoztatva. Ugyanakkor a különböző hatóanyagok igen eltérő mértékben okoztak szexuális diszfunkciót a páciensekben: a fluoxetine 57,7%-ban; sertraline 62,9%-ban; fluvoxamine 62,3%-ban; paroxetine 70,7%-ban; citalopram 72,7%-ban; venlafaxine 67,3%-ban; mirtazapine 24,4%-ban; nefazodone 8%-ban; amineptine 6,9%-ban; és moclobemide 3,9%-ban. A legmagasabb a szexuális diszfunkció előfordulása a citalopram esetében volt, 72,7%-kal.
Egy másik tanulmány kimutatta, hogy az SSRI-k esetében 4-6-szor nagyobb a szexuális mellékhatás bekövetkeztének esélye, mint két, egyéb típusú vizsgált antidepresszáns esetében (venlafaxine XR és bupropion SR).
Egy újabb, kizárólag SSRI típusú antidepresszáns mellékhatásait vizsgáló kutatás során a páciensek 75%-a jelentett szexuális diszfunkciót. 
Más tanulmányok 83%-os, illetve 95,6-97,9%-os előfordulási valószínűséget jeleznek SSRI vagy SNRI típusú antidepresszánsok esetében.
Szinte az emberek 100%-a, aki SSRI antidepresszánst vesz be, gyakran már az első szem után, 30 percen belül érzékelhet valamilyen mértékű genitális elérzéstelenedést.
A szerotonin közismerten szexuális diszfunkciót okozó hatása miatt az SSRI-ket alkalmazzák szexuális ragadozók esetében is egyfajta kémiai kasztrációként.
A komplex, a szexualitás minden fázisát érintő szexuális diszfunkciók mellett az érzelmi tompultság az SSRI-k másik jellemző hatása. Egy kis mintás tanulmányban a 15 fő résztvevőnek, akik az SSRI-k szexuális mellékhatásaitól szenvedtek, 80%-a számolt be emellett jelentős érzelmi tompultságról is, ami szignifikánsan lecsökkent sírásra való képességet, mások iránti érdeklődés hiányát, lecsökkent érzelmi skálát, erotikus álmok és kreativitás megszűnését ill. a szomorúságra, dühre, meglepődésre, aggodalomra, érzelemkifejezésre és szexuális érdeklődésre való képesség elvesztését jelentette. Mindezek a tünetek nem korreláltak a depressziós tünetek súlyosságával, így sokkal inkább az alkalmazott szerek hatásának tekinthetőek.

### PSSD előfordulási gyakorisága
Míg feltételezték, hogy ezek a mellékhatások minden betegnél megszűnnek az SSRI kezelést követően, valójában nincsenek ezt alátámasztó vizsgálatok, amelyek nyomon követték volna, hogy mikor és milyen mértékben javultak a tapasztalt szexuális mellékhatások az SSRI-k elhagyása után.
Sőt, egy korai, 1999-es tanulmány ugyanakkor implicit módon már tartalmazza, hogy a betegek egy jelentős részénél (a kezeltek 55%-ánál) még 6 hónappal az SSRI kezelést követően is megfigyeltek szexuális diszfunkciót, míg azon depressziós betegeknél, akik nem kaptak egyáltalán SSRI-t, ugyanezen arány mindössze 4% volt.
Egy 2006-os placebo kontrollált, kérdőíves vizsgálatban a korai magömlésre szertralin hatóanyagot kapók csoportjának 34%-a az SSRI kezelés befejeztét követő 6 hónapos utánkövetésnél is a hatás fennmaradásáról számolt be. Egy másik 2006-os, placebó kontroll csoportot alkalmazó kettős vak tesztes vizsgálat, ahol az SSRI-t szintén korai magömlés kezelésére alkalmazták, úgyszintén azt állapította meg, hogy a kezelés ejakulációt késleltető hatása fennmaradt még 6 hónappal a kezelése befejezte után is az SSRI-t kapó csoportban.
Egy 1999-es kontroll csoportos tanulmányban a korai magömlésre alkalmazott fluoxetin kezelés szignifikánsan csökkentette a nemi szervek bőrének tapintási érzékelési képességét, amelyet elektromos stimulációval mértek meg. Az eredmények arra utalnak, hogy a szerek tartós változást idézhetnek elő a szexuális funkciókban. Egy későbbi, 2019-es, kis mintás (76 fő) tanulmány során az alanyok 52,6%-a számolt be az SSRI kezelés befejeztét követően is fennmaradó szexuális mellékhatásokról, 26,3%-uk pedig a nemi területet ill. mellbimbót érintő érzéstelenségről, ami a PSSD más patológiához nem köthető tünete.
A PSSD előfordulási gyakorisága jelenleg nem ismert. Míg a betegek nagy részénél a szexuális mellékhatások vélhetően megszűnnek, vagy jelentős javulást mutatnak a kezelés befejeztét követő hetekben, hónapokban, addig az elmúlt évtizedben egyre több és több riport jelent meg arról, hogy egyes esetekben viszont fennmaradhatnak az SSRI-k szexuális mellékhatásai a kezelés befejezése után is, ismeretlen ideig.
A PSSD vélhetően gyakoribb, mint a jelenleg hivatalosan bejelentett esetszám a probléma jellemző félrediagnosztizálása miatt, ami a szindrómát okozó készítmények újbóli felírásához vezethet. A PSSD ezen kívül a páciensek szégyenérzete miatt is alulreprezentált lehet, akik nem minden esetben hozzák fel a kezelőorvosuknak, hogy a kezelés mellékhatásai fennmaradtak a szerek abbahagyása után is.
Egy holland kutatócsoport 2021 novemberében 237 db szakirodalmi referenciát gyűjtött össze a PSSD-vel kapcsolatban 1992 és 2021 között és kiemelik a felíró orvosok felelősségét a gyógyszer okozta probléma elismerésében. Az általuk a szakirodalomban talált esetek közül a leghosszabb már 23 éve szenvedett Post-SSRI szindrómában a vizsgálat időpontjában. Csak a hivatalos publikációk révén már több 100 PSSD vagy PGAD esetről tudunk. Összehasonlításképpen a nefazodon antidepresszánst 2003-ban kivonták a kanadai piacról, mert forgalomba hozatala óta, amelyre 1994-ben került sor, 51 esetben hepatotoxicitást okozott. A Post-SSRI szindrómának és egyéb gyógyszer okozta szindrómáknak külön diagnózis kód kifejlesztése szükséges.
Egy újabb, 2021-es tanulmány már a Post-SSRI aszexualitás fogalmát vezeti be, utalva azokra az esetekre, akiket születés vagy pubertás előtt ért SSRI kitettség és a szexualitásuk nem fejlődött ki megfelelően az SSRI-knek a korai életszakaszban nem kitett egyénekhez képest.
Az SSRI kitettség és az aszexualitás lehetséges kapcsolatát már korábban felvetette David Healy pszichiáter, pszichofarmakológus, kutató és szerző. Állatkísérletek alátámasztják, hogy a születés előtt SSRI-knek kitett patkányok esetében diszfunkciók tapasztalhatók a fiatal és felnőttkori viselkedésben is ill. az agyban elváltozásokat találtak az SSRI-knek nem kitett társaikhoz képest. A tanulmány felveti, hogy biztonságos-e ezen készíményeknek az alkalmazása.

## PSSD okai
A PSSD okai jelenleg ismeretlenek. További epidemiológiai kutatásokra van szükség a szindróma mechanizmusának megértése és hatásos kezelési mód kidolgozása érdekében. A leírt PSSD esetekben az egyéb pszichiátriai/pszichológiai és orvosi problémák lehetőségét vizsgálatokkal kizárták, továbbá a genitális anesthesia illetve az ejakulációs (vagy női orgazmus során tapasztalt) anhedónia a PSSD megkülönböztető tünetei, mivel ezek jelenleg egyetlen ismert pszichiátriai betegséghez sem köthetőek. Az antidepresszánsok hatásmechanizmusa a mai napig ismeretlen, így a fellépő mellékhatások és a fennmaradó szindróma pontos okai is. Az antidepresszánsok több, komplex módon is okozhatnak szexuális diszfunkciót, és a szexualitás minden fázisára hatással vannak (vágy, izgalom, orgazmus, oldódás), így a PSSD okait illetően is több teória létezik jelenleg.
Az SSRI-k aktiválhatják az 5HT2a és 5HT2b szerotonin receptorokat, amelyek az összes szexuális funkcióra gátló hatással vannak. Szerotonin receptorok nem csak az agyban, hanem az idegrendszer egyéb területein is találhatóak, pl. genitáliák idegeiben. A szerotonin értágító ill. érszűkítő hatást is végez. A túlzott szerotonin szint ezeken a területeken a genitális érzékelés csökkenését okozza. Az SSRI-k továbbá közvetlenül és közvetetten hatással vannak a dopamin, noradrenalin, acetilkolin szintekre is, amelyek mind közrejátszanak a szexuális funkciók működésében. A dopamin rendszer csökkent működése pl. szexuális diszfunkciót okozhat. A citalopram, escitalopram és fluvoxamin közvetlenül csak a szerotonin rendszerre hat, míg a fluoxetin és szertralin hatóanyagok a noradrenalin és dopamin rendszerre, a paroxetin pedig a szerotonin, noradrenalin és acetilkolinra egyszerre. Kimutatták, hogy paroxetin kezelés alatt az agy dopaminerg területei jelentősen alulműködnek, ami egy lehetséges magyarázat az antidepresszánsok okozta komplex szexuális és egyéb agyi diszfunkciókra.
Egy 2009-es fMRI készülékkel végzett kontroll csoportos kutatás az egyes agyi területek aktivációját vizsgálta erotikus tartalmú videók hatására, SSRI szexuális mellékhatását tapasztalók illetve mirtazapin antidepresszánst szedők csoportjaiban. Az SSRI csoportban jelentősen kevesebb agyi aktiváció volt megfigyelhető a kontrollcsoporthoz képest az agy következő területein: occipitotemporális terület, anterior cingulate gyrus, insula, orbitofrontális cortex, caudate nucleus, right postcentral gyrus, left superior frontal gyrus, pons, hypothalamus és thalamus. Az SSRI szedő csoportban kevesebb agyi aktivitás volt megfigyelhető a mirtazapin-t szedő csoportnál is. A tanulmány Reiman et al. kutatását idézi, mely szerint az érzelmekért és szexuális izgalomért főleg az anterior cingulate gyrus terület felelhet, ami az SSRI csoportban jelentősen alulműködött.
Kísérletek bizonyították, hogy az antidepresszánsok komplex változásokat indukálnak a génexpresszióban, ami magyarázatot adhat a tapasztalt tartós elváltozásokra. 8 hetes citalopram kezelés hatására 27 gén működése csökkent, míg 7 gén működése fokozódott az agyban.
Egyéb elméletek szerint a fennmaradó mellékhatások lehetséges oka az SSRI neurotoxicitás. Több tanulmány is neurotoxikus hatást figyelt meg SSRI-k és egyéb antidepresszánsok esetében is.
A tünetek kialakulásában közrejátszhat továbbá a pszichotróp szerek által okozott mitokondriális diszfunkció. Az SSRI-k megakadályozhatják a mitokondriumok, a test energia termelő sejtjeinek normális működését.
Más tanulmányok az SSRI-k endokrin diszruptor szerepét emelik ki, amelynek szintén közvetlen hatása van a reproduktív rendszerre és a szexuális viselkedésre. Több tanulmány is igazolja, hogy az antidepresszánsok zavart okoznak az élőlények nemi hormon kiválasztásában. Az anyaméhben SSRI antidepresszánsnak kitett rágcsáló utódok felnőtt korukban is csökkent szexuális viselkedést mutattak és eltéréseket figyeltek meg náluk az agy szerotonin rendszerében az egészséges társaikéhoz képest.
A fluoxetin-t (Prozac), amely az SSRI-k prototípusa, 1999-ben reproduktív toxinnak minősítette az amerikai CERHR, Center For The Evaluation Of Risks To Human Reproduction. A Prozac amerikai betegtájékoztatóján már 2011 óta szerepel, hogy a szexuális mellékhatások esetenként fennmaradhatnak a kezelés befejezte után is (14. oldal).
Dr. Antonei Csoka, sejtbiológiára, genetikára és molekuláris biológiára specializálódott biogerontológus, 2008 és 2009-es tanulmányaiban több hipotézist fogalmaz meg a PSSD lehetséges okait illetően:
- a dopaminrendszer tartós alulműködése, amely fontos szerepet játszik a szexuális viselkedésben
- tartós központi és perifériális idegrendszeri elváltozások (pl. vékonyrost/érzőideg neuropátia), hasonlóan más, szintén SSRI által indukált tartós idegrendszeri problémákhoz, mint az akathisia, vagy tardív disztónia/diszkinézia[97]
- az egyes agyterületek strukturális megváltozása az SSRI kezelés hatására
- antidepresszáns által indukált változások a génexpresszióban

David Healy 2018-as tanulmánya, amely együttesen vizsgálja az SSRI-k, a finaszterid és az izotretionoin okozta szindrómákat  egy esetleges közös mechanizmust feltételezve -, a következő lehetséges okokat tárgyalja:
- 5HT1a szerotonin receptorok deszenzitizációja
- perifériális idegrendszeri elváltozások (pl. a szeméremtest idegeit érintő, C rostok károsodása)
- androgén receptorokban történt elváltozások
- ion csatornák működésében okozott változások
- neuroaktív szteroidok szintjének lecsökkenése, endokrin diszrupció

Egy másik 2018-ban megjelent tanulmány a következő teóriákat említi meg:
- gén expresszió módosulás
- citokróm (immunológiai) reakciók az SSRI kitettség okán
- dopamin-szerotnin interakciók
- proopiomelanokortin és melanokortin hatások
- szerotonin okozta neurotoxicitás
- 5HT1a szerotonin receptorok fennmaradó alulszabályozása
- hormonális módosulások a központi és perifériális idegrendszerben

Healy 2020 márciusi tanulmánya bioelektromos eltéréseket feltételez. Az antidepresszáns és antipszichotikum elvonás egészséges teszt személyeknél is érzékelési és autonóm idegrendszeri problémákat okozott, amelyek hónapokig, vagy még tovább fennmaradtak. Healy planaria laposférgeket vizsgált fluoxetin kitettséget követően. Kimutatta, hogy az SSRI kitettség módosította az ideg és nem ideg sejtek közötti bioelektromos áramkörök működését, ami a sejtek elektrofiziológiáját és jelátadási képességét hosszantartóan módosította az SSRI kitettséget követően is.
Prof. Roberto Cosimo Melcangi a milánói egyetem endokrinológia professzora, aki a Post-Finaszterid szindrómával kapcsolatosan végzett vizsgálatokat, 2021-ben a Post-SSRI szindrómát is elkezdte kutatni. Patkányok agyát vizsgálta 2 hetes paroxetin (SSRI) kitettség és elvonás után. Megfigyelései alapján, bár a vérplazmában a neuroszteroid hormonok normális szintet mutattak, az agyszövetekben a neuroaktív szteroidok szintjei lecsökkentek és a szteroidogenezis kulcs enzimjeinek expressziója is megváltozott az SSRI kitettség, majd elvonás hatására. Korábban Melcangi hasonló megállapításokat tett a Post-Finaszterid szindrómával kapcsolatban: a páciensek agyi-gerincvelői folyadékában jelentősen csökkent neuroszteroid szinteket mért pregnenolon, progeszteron, dihidrotesztoszteron, 17 béta ösztradiol esetén, illetve magas dehidroepiandroszteron, tesztoszteron, 5alfa-androsztan-3alfa és 17 béta-diol szinteket. Ezek nem korreláltak a vérplazmában mért értékekkel, vagyis a vérplazma nem tükrözte megfelelően azokat a hormonszinteket, ami az idegrendszerben van.
Egyes más elképzelések szerint mind a PSSD, PFS és PAS post-androgén deprivációs szindrómának tekinthető, amely felléphet többféle anti-androgén jellegű szer hatására, mint az 5 alfa reduktáz inhibitorok (finaszterid), izotretinoin vagy a szerotonin szintet növelő antidepresszánsok. Ezen feltételezés szerint az androgén depriváció eredményeként létrejövő androgén receptorok túlzott expressziója, amelyet a Post-Finaszterid szindróma esetében kimutattak, állhat a tünetek mögött. Egy 2017-es toxikológiai tanulmányban a 6 legfőbb SSRI típust vizsgálták: a fluoxetint, paroxetint, citalopramot, escitalopramot, szertralint és fluvoxamint in vitro humán sejteken. Bár különböző mechanizmusok által, de mind a 6 SSRI endokrin diszrupciót okozott, mindegyik lecsökkentette a tesztoszteron szintet, ezenkívül mind a 6 SSRI növelte az ösztrogén/androgén arányt, ami aromatáz hatásra utal.
Dr. Irwin Goldstein, a San Diego Sexual Medicine orvos-igazgatója 2020-as vizsgálatában 43, átlagosan 31 éves Post-SSRI szindrómában szenvedő férfit vizsgált meg. 49%-uk esetében az erektilis diszfunkció súlyosnak minősült az IIEF skála pontszáma alapján. Az erektilis diszfunkciót riportáló eseteket Doppler ultrahang segítségével is megvizsgálta. A pénisz szövetében fibrózissal konzisztens szöveti inhomogenitásokat talált, ami mögöttes érrendszeri elváltozásra utal. Kiemeli, hogy a felíróknak erről a kockázatról előzetesen tájékoztatniuk kellene a pácienseket.
Egy több szerző együttműködésével született 2021-es tanulmány a következő teóriákat foglalta össze a PSSD lehetséges okait illetően:
- epigenetikai jellegű gén expresszió módosulások
- dopamin-szerotonin rendszer interakciók
- szerotonerg neurotoxicitás
- hormonális módosulások az antidepresszáns kitettség hatására.

## PSSD kezelése
A PSSD-nek nincsen jelenleg ismert, bizonyítottan hatásos kezelési módja. Ugyanakkor több nemzetközi önsegítő internetes csoport, fórum, oldal illetve social media felület is létezik, ahol megoldást keresnek a súlyos problémára A reddit social media oldalon eddig közel 8000 károsult gyűlt össze. A tapasztalatok alapján bizonyos szerek, egyes esetekben segíthetnek a tüneteken vagy egy részükön, ugyanakkor ugyanazon készítmények nem bizonyultak hatásosnak más pácienseknél. Más esetekben a szindróma átmeneti enyhülése vagy remissziója figyelhető meg egyeseknél pl. néhány esetben antibiotikum vagy egyéb gyógyszer szedést követően. Ezenkívül vannak spontán gyógyulásról is riportok, akár több évvel az antidepresszáns kitettséget követően is. A reddit social media oldalon ezen gyógyulásos esetek gyűjteménye is megtalálható. További kutatásokra van szükség a PSSD mechanizmusának megértése és egy bizonyítottan hatékony kezelési mód kidolgozása érdekében.

## PSSD Network, Petíciók, Rxisk díj és forrás gyűjtés további PSSD kutatásokra
A Dr. David Healy pszichiáter, pszichofarmakológus, kutató és szerző által üzemeltetett www.Rxisk.org oldal orvos szakemberei és civilek csoportja által kezdeményezett petíció a tartósan fennmaradó szexuális mellékhatások (PSSD, PGAD) feltüntetéséért 2018 április 23-án került kiküldésre az amerikai és európai gyógyszerészeti hatóságokhoz. A petíció teljes szövege megtekinthető a www.Rxisk.org oldalon. A petíció hatására ma már minden Európában forgalmazott SSRI/SNRI készítményen kötelező feltüntetni, hogy esetenként a szexuális diszfunkció hosszantartó lehet a kezelés befejezte után is.
A www.Rxisk.org oldal továbbá kampányt indított 2018-ban, ami 100.000 USD értékű díjat ajánl fel annak, aki megoldást tud találni a PSSD-re.

Prof. Roberto Cosimo Melcangi tovább folytatja a milánói egyetemen a PSSD kutatást, ennek jelentős költségeit fedezendő a PSSD károsultak gofundme oldalt hoztak létre, amely az alábbi linken érhető el:
https://www.gofundme.com/f/27l8qmes5c
2022-ben megalakult a károsultak ezreit összefogó nemzetközi PSSD Network szervezet a https://www.pssdnetwork.org/ weboldallal, azzal a céllal, hogy segítse az antidepresszánsok által okozott súlyos szindróma elismertségét és megoldást találjon a károsultak számára.
A PSSD minél előbbi elismertségének érdekében több orvos is csatlakozott a PSSD Network kezdeményezéséhez, mint például Dr. Yacov Reisman, urológus, szexuális medicína szakértő vagy Dr. Josef-Witt Doerring, pszichiáter, volt FDA-tisztiorvos, aki youtube csatornát hozott létre a pszichiátriai szerek okozta károsodások minél széleskörűbb ismertté tételére: https://www.youtube.com/@witt-doerringpsychiatry A csatorna a PSSD mellett egyéb súlyos pszichiátriai szer okozta károsodásra is felhívja a figyelmet.
Bár az antidepresszánsok iparának globális profitja csak a 2020-as évre becsülten 14,538 milliárd dollár volt, amelynek első helyén állnak a több, mint 3 évtizede piacon lévő SSRI/SNRI és ennél is régebbi triciklikus készítmények, nem tudunk arról, hogy bármelyik gyógyszergyártó vállalat jelenleg kutatást folytatna az ezen szerek által okozott PSSD-vel kapcsolatban.